# Plaza Venezuela (París)
La Plaza Venezuela (en francés, Place du Venezuela) es una plaza ubicada en XVI Distrito de París en Francia.

## Historia
Toma su nombre de Venezuela, debido a la proximidad de la embajada del país por un decreto de 5 de marzo de 1976 para tener una Plaza Francia en Caracas y una Plaza Venezuela en París. Desde entonces se ha instalado en la plaza una copia de Physichromie a doble cara, obra del artista venezolano Carlos Cruz-Diez.